# リュウキュウジカ
リュウキュウジカ（Cervus astylodon）は琉球諸島（沖縄島、石垣島、久米島、徳之島）に固有のシカの化石種であり、約20,000年前の後期更新世まで生息していた。

## 分類・進化
松本彦七郎によって1926年に記載された際は、ホエジカの1種として記載された。
前期更新世の個体は後期更新世の個体よりも大型であり、時代の変容と共に徐々に小型化していった。

## 特徴
リュウキュウジカは非常に小さな種であり、体高はわずか50センチメートルであった。小さな体サイズ、短い四肢、長冠歯の大臼歯など、島嶼化したシカに典型的な形態学的特徴を示す。枝角は一般的に非常に小さく、平らで、強く溝があり、基部から枝分かれしている。
生息する4つの島でそれぞれ異なる形態タイプを示している。中手骨は、久米島のタイプでは細く、石垣島のタイプでは太くて丈夫である。沖縄本島のタイプと徳之島のタイプでは共に中手骨が中程度の厚さであるが、近位中手骨管の形状が異なっている。
食性は葉食（browser）と考えられていたが、最新研究では草食（grazer）の傾向が強かったとされる。
なお、同時代の南西諸島には同じく小型のシカであるノロジカおよびミヤコノロジカ、キョン（リュウキュウムカシキョン）が生息していた。

## 絶滅
リュウキュウジカは後期更新世に絶滅した。琉球列島に初期の人類が約36,000年前に到達した後も15,000年にわたって人類と共存していたため、絶滅の原因は氷河期の終了に伴う海水面の上昇によって琉球の島々が縮小したこととされる。
しかし、南西諸島に分布していた陸棲動物が渡来した人類の影響で絶滅したと考えられる事例は存在しており、たとえばムツアシガメ属のオオヤマリクガメの絶滅には人為的な影響が指摘されている。